# Crassula rubricaulis
Crassula rubricaulis (лат.) — вид суккулентных растений рода Толстянка (Crassula) семейства Толстянковые (Crassulaceae), естественно произрастающий на территории Капской провинции Южно-Африканской Республики.

## Название
Родовое латинское название Crassula происходит от латинского слова crassus, — «толстый», в основном из-за присутствия у растений этого рода сочных листьев.
Видовой латинский эпитет rubricaulis происходит от лат. ruber, rubra, rubrum — «красный» и лат. caulis — «стебель».

## Ботаническое описание
Многолетние кусты, достигающие высоты до 40 см, обладают сильной ветвистостью. С возрастом старые ветви становятся древесными, в то время как молодые приобретают красноватый оттенок, который постепенно переходит в серо-коричневый цвет. Диаметр молодых ветвей составляет примерно 4 мм. Листья имеют форму от обратноланцетных до широкообратнояйцевидных и размеры (10-) 15-25 (-35) х 5-10 (-13) мм. Часто они скучены на концах ветвей, обычно тупые, плоские или слегка выпуклые снизу, голые, за исключением ресничек на краях, которые могут стираться у вершин листьев. Они имеют клиновидное основание и острый кончик, начально зеленый с красным краем или без него, который со временем становится темно-красным; старые листья редко опадают.
Соцветия представлены прямостоячими тирсами, которые могут быть продолговатыми или округлыми, с небольшими или многочисленными дихазиями и часто с красноватым цветоносом. Их длина составляет 7-12 см, а диаметр - 3 мм. Прицветники имеют овально-ланцетную форму и размеры 6 х 3 мм, они опадают, а цветоножки короткие, примерно 1,5-2 мм. Чашелистики треугольные, длиной 2,5–3 мм, острые, часто с зубцами по краю, мясистые, от зеленого до красного цвета. Венчик трубчатый, белый, звездчатый, с диаметром до 7 мм, а лепестки длиной 4–5,5 мм, продолговато-яйцевидные, сросшиеся коротко у основания, с субтерминальным дорсальным придатком, позднее отогнутым до отогнутых, тычинки с желтыми пыльниками. Цветение происходит с марта по июнь.

## Распространение и экология
Этот вид распространен в южной части Капской провинции от Порт-Элизабет до Найсны, с некоторыми наблюдениями также в горах Лангеберхе и Рифирсондеренд. Он обычно обитает на крупных обнаженных участках скал среди сухой растительности в зарослях Олбани и восточного Финбос-Реностервельда.

## Таксономия
Crassula rubricaulis Eckl. & Zeyh., первое упоминание в Enum. Pl. Afric. Austral.: 296 (1837).

### Синонимы
Гетеротипные (основанные на разных номенклатурных типах):
- Crassula rubricaulis var. muirii Schönland (1929)